# A Black Box
Albums de Peter Hammill
pH7
(1979) Sitting Targets
(1981)
A Black Box est le neuvième album solo de Peter Hammill, sorti en 1980.

## Liste des titres
| No | Titre                 | Durée |
| -- | --------------------- | ----- |
| 1. | Golden Promises       |       |
| 2. | Losing Faith in Words |       |
| 3. | The Jargon King       |       |
| 4. | Fogwalking            |       |
| 5. | The Spirit            |       |
| 6. | In Slow Time          |       |
| 7. | The Wipe              |       |
| 8. | Flight                |       |

### Personnel
- Peter Hammill : Chant, guitares, claviers
- David Jackson : Saxophone, flûte sur 4 & 8
- David Ferguson : Synthétiseurs sur 4, 6 & 7